# Tameka Williams
Tameka Williams là một vận động viên chạy nước rút từ St Kitts và Nevis. Năm 2012, cô bị cấm tham dự Thế vận hội vì tội doping. Cô đã định tham gia cuộc thi 100m nữ và 200m nữ.  Williams thừa nhận đã tiêm "Blast Off Red", một loại thuốc tăng cường hiệu suất được sử dụng cho động vật đua. Cô đã từ chối sử dụng bất kỳ chất bất hợp pháp nào, những gì cô tiêm không được liệt kê theo Cơ quan chống doping thế giới; tuy nhiên, vật liệu đó đã rơi vào danh mục thuốc thú y trong danh sách bị cấm.

## Thành tích
| Năm                               | Giải đấu                                     | Địa điểm                          | Thứ hạng                          | Nội dung                          | Chú thích                         |
| Representing Saint Kitts và Nevis | Representing Saint Kitts và Nevis            | Representing Saint Kitts và Nevis | Representing Saint Kitts và Nevis | Representing Saint Kitts và Nevis | Representing Saint Kitts và Nevis |
| --------------------------------- | -------------------------------------------- | --------------------------------- | --------------------------------- | --------------------------------- | --------------------------------- |
| 2006                              | World Junior Championships                   | Bắc Kinh, Trung Quốc              | 37th (h)                          | 100m                              | 12.00 (wind: +1.6 m/s)            |
| 2008                              | World Junior Championships                   | Bydgoszcz, Ba Lan                 | 23rd (sf)                         | 100m                              | 11.99 (wind: 0.0 m/s)             |
| 2008                              | World Junior Championships                   | Bydgoszcz, Ba Lan                 | 30th (h)                          | 200m                              | 24.55 (wind: +0.2 m/s)            |
| 2008                              | World Junior Championships                   | Bydgoszcz, Ba Lan                 | 6th                               | 4 × 100 m relay                   | 45.10                             |
| 2009                              | Central American and Caribbean Championships | Havana, Cuba                      | 1st                               | 4 × 100 m relay                   | 43.53 NR                          |
| 2010                              | NACAC U23 Championships                      | Miramar, Florida, Hoa Kỳ          | 8th                               | 100m                              | 12.78 (wind: +2.2 m/s) w          |